# (466510) 2014 OP122
(466510) 2014 OP122 es un asteroide perteneciente al cinturón de asteroides, descubierto el 22 de febrero de 2009 por el equipo Spacewatch desde el Observatorio Nacional de Kitt Peak (Arizona, Estados Unidos).